# دانشگاه دولتی شیراک
دانشگاه دولتی میکائیل نالباندیان شیراک (ارمنی: Շիրակի Միքայել Նալբանդյանի անվան պետական համալսարան; انگلیسی: Shirak State University) یک دانشگاه دولتی در گیومری مرکز استان شیراک، ارمنستان می‌باشد که در سال ۱۹۳۴ افتتاح شد. دانشگاه دولتی شیراک بزرگترین مؤسسه آموزشی در بخشی شمالی جمهوری ارمنستان می‌باشد. این دانشگاه در سال ۱۹۳۴ به عنوان یک مؤسسه تربیتی شوروی با تلاش‌های اس. موسیسیان افتتاح شد. در سال ۲۰۱۶ این مؤسسه به منظور تبدیل شدن به دانشگاه دولتی استان شیراک بازسازی شد. هم‌اکنون این دانشگاه در ۲۸ رشته مدرک تحصیلی کارشناسی و در ۱۶ رشته مدرک تحصیلی کاردانی ارائه می‌دهد. از سال ۲۰۱۷ میلادی ۶٬۰۰۰ دانشجو مشغول به تحصیل هستند. از سا ۱۹۳۴ تا کنون ۸۰٬۰۰۰ دانشجو فارغ‌التحصیل شده‌اند. دانشگاه دولتی شیراک نشان و سرود خویش را دارا است که ترانه آن توسط سونیک خاچاتریان سروده و موسیقی آن توسط روبرت آمیرخانیان ساخته شده‌است. در سال ۲۰۱۴ این دانشگاه هشتادمین سالگرد تأسیس خویش را جشن گرفت. مجمتع این دانشگاه در خیابان بارویر سواک ناحیه آنی در شمالغربی گیومری واقع شده‌است. پس از استقلال ارمنستان در سال ۱۹۹۱ این دانشگاه به نام مؤسسه تربیتی دولتی میکائیل نالبنادیان گیومری شناخته می‌شد. در ۲ دسامبر ۲۰۱۶ این مؤسسه بازسازی شد و به یک دانشگاه تبدیل شد و هم‌اکنون با نام دانشگاه دولتی میکائیل نالباندیان شیراک شناخته می‌شود.

## دانش‌آموختگان سرشناس
- سامول بالاسانیان
- هوهانس شیراز